# 福岡県道755号安武本国分線
福岡県道755号安武本国分線（ふくおかけんどう755ごう やすたけほんこくぶせん）は、福岡県久留米市を通る一般県道である。

## 概要
久留米市安武町安武本から久留米市国分町に至る。
久留米市津福今町では幅員が狭く、離合が困難な区間が存在する。
国道3号との交点である終点の苅原交差点は渋滞が多発しやすく、終点付近の区間は苅原交差点を中心として渋滞が多発している（国道3号側も渋滞が多発する交差点として知られる）。かつては一部区間で国道209号の旧道と重複していたが、旧道が市道に降格となったため、単独区間になっている。

### 路線データ
- 起点：福岡県久留米市安武町安武本（福岡県道754号武島白口線交点）
- 終点：福岡県久留米市国分町（刈原交差点、国道3号交点）
- 総延長：2.1 km

## 路線状況

### 別名
- 久留米商業高校通り（久留米市・十二軒屋交差点 - 苅原交差点）

## 地理

### 通過する自治体
- 久留米市

### 交差する道路
| 交差する道路              | 交差する場所 | 交差する場所      |
| ------------------------- | ------------ | ----------------- |
| 福岡県道754号武島白口線   | 安武町安武本 | 起点              |
| 国道209号 / 津福バイパス  | 津福今町     | 津福今町西交差点  |
| 福岡県道758号藤田日吉町線 | 西町         | 西町交差点        |
| 国道3号 国道325号 重複    | 国分町       | 刈原交差点 / 終点 |

### 交差する鉄道
- 鹿児島本線
- 九州新幹線

### 沿線
- 久留米市立久留米商業高等学校
- 西鉄天神大牟田線 安武駅